# IC 3004
IC 3004 — галактика типу S RM () у сузір'ї Діва.
Цей об'єкт міститься в оригінальній редакції індексного каталогу.